# Saint-Martin-de-Caralp
Saint-Martin-de-Caralp – miejscowość i gmina we Francji, w regionie Oksytania, w departamencie Ariège.
Według danych na rok 2010 gminę zamieszkiwało 368 osób, a gęstość zaludnienia wynosiła 39 osób/km².